# 大字
大字（日语：／ Ōaza）為日本在明治時代开始使用的地方區劃單位，其上層的區劃為市町村，下層的區劃為小字。台灣日治時期的行政區劃自1920年開始，也使用過大字和小字的區劃，由原街庄社鄉改制而來，直到1945年日治時期結束為止。
日本在明治時代開始實施市町村合併時，將許多原本的村級行政區合併為新制的市町村行政區，便出現了許多村合併後，組成一個轄區更大的村，而原本的村名，就改成為大字。例如：○○村與其他村合併共同組成新的△△村時，新的地址變成為「△△村大字○○」。而原本在舊有的村級行政區下的更小的行政區單位，便成為小字。
現在已有許多地方不使用大字，甚至在最近的平成大合併中，有許多市町村合併時，同時廢除了大字的使用，地址的登記由原本的「▽▽市大字○○字□□」改成「▽▽市○○字□□」，沖繩縣則有許多地方直接將大字改為「字□□」。